# 郎园站
郎园站是天津地铁4号线的地铁站，位于中华人民共和国天津市北辰区京津公路与九园公路交叉口北侧，于2025年7月8日开通。

## 车站结构
郎园站位于京津公路与九园公路交叉口北侧，沿京津公路路西设置，呈南北走向，为地下两层岛式站台车站，车站长314米，标准段宽20.7米，车站地下一层为站厅层，地下二层为站台层，站台设置全高站台门。
| 地面              | 出入口 | A、B、C出入口                                                                                       |
| 地下一层          | 站厅   | 客服中心、自动售票机、验票机                                                                        |
| 地下二层          | 站台   | \| \| \| █ 4号线往小街（終點站） \| \| 島式 · 開左邊车门 \| \| \| \| \| \| █ 4号线往西站（柴楼） \| |
|                   |        | █ 4号线往小街（終點站）                                                                             |
| 島式 · 開左邊车门 |        | |
|                   |        | █ 4号线往西站（柴楼）                                                                               |

## 车站出口
郎园站共有3个出入口，各出口及周围设施如下所示：
|                                      |      |          |                                  |
| 出口编号                             | 照片 | 地点     | 可到达目的地                     |
| 出口 · A · 扶手电梯标志              |      | 九园公路 | 星福庭苑，星江庭苑               |
| 出口 · B · 升降机标志 · 扶手电梯标志 |      | 京津公路 | 朗园工业区                       |
| 出口 · C · 升降机标志 · 扶手电梯标志 |      | 京津公路 | 融创运河宸院朗韵园，融创运河宸院 |
| 註： 設有 \| 設有扶手電梯            |      |          |                                  |

## 换乘交通
| 公共汽车线路 \| 编号 \| 编号 \| 线路 \| 线路 \| 线路 \| 收费 \| 运营商 \| 备注 \| \| ---- \| ---- \| ------------ \| ---- \| ---------- \| ----- \| ---------- \| --------------------- \| \| \| 607 \| 新兆路公交站 \| ⇆ \| 逸仙园 \| 2–5元 \| 公交一公司 \| 合并原 611 \| \| \| 725 \| 辰兴路公交站 \| ⇆ \| 小街地铁站 \| 2元 \| 公交一公司 \| 原 西青—北辰便民2北段 \| |      |              |      |            |       |            |                       |
| 编号 | 编号 | 线路         | 线路 | 线路       | 收费  | 运营商     | 备注                  |
| | 607  | 新兆路公交站 | ⇆    | 逸仙园     | 2–5元 | 公交一公司 | 合并原 611            |
| | 725  | 辰兴路公交站 | ⇆    | 小街地铁站 | 2元   | 公交一公司 | 原 西青—北辰便民2北段 |

| 编号 | 编号 | 线路         | 线路 | 线路       | 收费  | 运营商     | 备注                  |
| ---- | ---- | ------------ | ---- | ---------- | ----- | ---------- | --------------------- |
|      | 607  | 新兆路公交站 | ⇆    | 逸仙园     | 2–5元 | 公交一公司 | 合并原 611            |
|      | 725  | 辰兴路公交站 | ⇆    | 小街地铁站 | 2元   | 公交一公司 | 原 西青—北辰便民2北段 |

## 车站历史
本站工程名与正式站名均为郎园站，以车站所处的郎园村命名。
- 2021年9月22日，车站主体结构封顶[3]。
- 2025年7月8日，车站随4号线北段段通车开通[1]。